# Liczby nadrzeczywiste

Drzewo liczb nadrzeczywistych

Liczby nadrzeczywiste (ang. surreal numbers) – klasa obiektów, spełniająca aksjomaty ciała, która zawiera w sobie zarówno liczby rzeczywiste, hiperrzeczywiste, jak i porządkowe. Tak jak liczby hiperrzeczywiste klasa ta zawiera również wielkości nieskończone oraz nieskończenie małe (infinitezymalne). Klasa liczb nadrzeczywistych oryginalnie została oznaczona No, jednak ze względu na podobieństwo do oznaczenia liczb naturalnych z zerem {\displaystyle \mathbb {N} _{0}} poniżej użyty został symbol {\displaystyle F.}

## Aksjomatyka liczb nadrzeczywistych
Trójka {\displaystyle (F,\;<,\;b)} jest systemem liczb nadrzeczywistych, jeśli:
- {\displaystyle <} jest porządkiem liniowym w {\displaystyle F,}
- {\displaystyle b} (tzw. funkcja urodzinowa) jest funkcją określoną w {\displaystyle F,} o wartościach będących liczbami porządkowymi.
- Niech {\displaystyle A} i {\displaystyle B} będą podzbiorami {\displaystyle F,} takimi że {\displaystyle \forall _{x\in A}\,\forall _{y\in B}\;x<y.}

Wówczas istnieje {\displaystyle z\in F,} takie że:
{\displaystyle \forall _{x\in A}\,\forall _{y\in B}\;x<z<y}
i jeśli liczba porządkowa {\displaystyle a} jest większa od każdego {\displaystyle b(u)} dla {\displaystyle u\in A\cup B,} to {\displaystyle b(z)\leqslant a.}
Funkcja urodzinowa reprezentuje w pewnym sensie kolejne generacje liczb nadrzeczywistych.

## Konstrukcja liczb nadrzeczywistych
Ich konstrukcja oparta jest na uogólnieniu idei przekrojów Dedekinda, zastosowanej przy konstrukcji liczb rzeczywistych.
Klasa liczb nadrzeczywistych wraz z porządkiem liniowym i funkcją urodzinową jest tworzona etapami, metodą indukcji pozaskończonej.
1. W każdym etapie tworzone liczby nadrzeczywiste są parami zbiorów {\displaystyle (L,R)} liczb nadrzeczywistych utworzonych wcześniej, przy czym żadna liczba należąca do {\displaystyle L} nie jest większa lub równa żadnej liczbie należącej do {\displaystyle R} a wartość funkcji urodzinowej liczby {\displaystyle (L,R)} jest większa od wartości funkcji urodzinowej dla każdej liczby w {\displaystyle L} i {\displaystyle R.}
2. Jeśli {\displaystyle x=(X_{L},X_{R})} i {\displaystyle y=(Y_{L},Y_{R})} reprezentują liczby nadrzeczywiste, to {\displaystyle x\leqslant y} wtedy i tylko wtedy, gdy

nie istnieje {\displaystyle x_{L}\in X_{L}} taki, że {\displaystyle x_{L}\geqslant y}
oraz
nie istnieje {\displaystyle y_{R}\in Y_{R}} taki, że {\displaystyle y_{R}\leqslant x.}
Definicja ta odwołuje się zatem do porządku ustalonego we wcześniejszych krokach indukcji.
3. Dwie liczby nadrzeczywiste {\displaystyle x} i {\displaystyle y} są równe, jeśli {\displaystyle x\leqslant y\leqslant x.}
4. Indukcję rozpoczynamy od pary {\displaystyle (\emptyset ,\emptyset )} utożsamianej z liczbą naturalną 0.
5. W danym kroku indukcji do liczb nadrzeczywistych dołączamy wszystkie liczby możliwe do utworzenia w sposób opisany w punkcie 1.

Para {\displaystyle (L,R)} reprezentuje liczbę nadrzeczywistą nie mniejszą od każdej liczby w {\displaystyle L} i nie większą od każdej liczby w {\displaystyle R.}
Działania arytmetyczne
Dodawanie jest w tej konstrukcji zdefiniowane następująco:
{\displaystyle x+y=(\{X_{L}+y\cup x+Y_{L}\},\{X_{R}+y\cup x+Y_{R}\}),}
gdzie:
{\displaystyle X+y=\{x+y:x\in X\},}
{\displaystyle x+Y=\{x+y:y\in Y\}.}
Negacja liczby:
{\displaystyle -x=(\{-X_{R}\},\{-X_{L}\}),}
gdzie:
{\displaystyle -X=\{-x:x\in X\}.}
Mnożenie:
{\displaystyle {\begin{aligned}xy=\ &(\{(X_{L}y+xY_{L}-X_{L}Y_{L})\cup (X_{R}y+xY_{R}-X_{R}Y_{R})\}\\&\{(X_{L}y+xY_{R}-X_{L}Y_{R})\cup (X_{R}y+xY_{L}-X_{R}Y_{L})\}),\end{aligned}}}
gdzie:
{\displaystyle XY=\{xy:x\in X\wedge y\in Y\},}
{\displaystyle Xy=X\{y\},}
{\displaystyle xY=\{x\}Y.}

## Niektóre podklasy liczb nadrzeczywistych
- Liczby porządkowe.
- Liczby hiperrzeczywiste.
  - Liczby rzeczywiste. Przykładowo:
{\displaystyle \pi =\left(\left\{3,{\frac {25}{8}},{\frac {201}{64}},\dots \right\},\left\{\dots ,{\frac {101}{32}},{\frac {51}{16}},{\frac {13}{4}},{\frac {7}{2}},4\right\}\right)}
  - Liczby infinitezymalne, większe od zera, ale mniejsze od dowolnej liczby dodatniej, np.
{\displaystyle \varepsilon =\left(\{0\},\left\{\dots ,{\frac {1}{16}},{\frac {1}{8}},{\frac {1}{4}},{\frac {1}{2}},1\right\}\right)}

## Ujęcie intuicyjne
Można też stosować zapis pary zbiorów {\displaystyle g=\{a,b,c\dots |d,e,f\dots \}} i mówić, że g to najprostsza liczba ostro większa od {\displaystyle a,b,c\dots } i ostro mniejsza od {\displaystyle d,e,f\dots }.
Przykłady
{\displaystyle \{\ |\ \}=0,}
{\displaystyle \{0|\ \}=1,}
{\displaystyle \{0,1|\ \}=\{1|\ \}=\{1|3\}=\{1{\frac {1}{2}}|4\}=\{1|\omega \}=2,}
{\displaystyle \{0,1,2,3\dots |\omega ,\ \omega /2,\ \omega /4,\ \omega /8\dots \}={\sqrt {\omega }}.}
Można też utożsamiać je z grami (gra Hackenbusha). Gra polega na tym, że jeden gracz usuwa z rysunku po jednej czerwone linie, a drugi czarne. Jednocześnie są usuwane linie, które straciły kontakt z podłożem. Przegrywa ten, kto nie może wykonać ruchu. Jeżeli strategię wygrywającą ma gracz czerwony, liczba jest dodatnia, jeżeli czarny – ujemna, a jeżeli drugi gracz zawsze może wygrać – liczba jest równa zeru. Liczbę przeciwną uzyskujemy przez zamianę kolorów linii. Dodawanie to po prostu postawienie rysunków obok siebie. To, która liczba jest większa, określa się, sprawdzając znak sumy jednej liczby i liczby przeciwnej do drugiej. Można też zdefiniować mnożenie.
Liczby rzeczywiste określa się jako słupki – liczby naturalne to odpowiednia liczba czarnych kresek, przecinek zastępuje układ czarna – czerwona, a potem zera w rozwinięciu dwójkowym to czerwone kreski, a jedynki – czarne. Ostatniego zera skończonej liczby nie zapisuje się.
- 10 to słupek z dziesięciu czarnych kresek,
- 1,1001101(2) = 1 i 37/64 to 2 czarne, czerwony, czarny, 2 czerwone, czarny i czerwony,
- Liczbę pi zapisuje się jako 4 czarne, 3 czerwone, czarny, 2 czerwone, czarny, 4 czerwone, 6 czarnych, czerwony, 2 czarne, czerwony, czarny... {\displaystyle (\pi =11{,}001001000011111101101\dots _{(2)}).}

Liczby nadrzeczywiste można też utożsamiać z rzędem wzrostu funkcji:
{\displaystyle X\to 1,\,{}} {\displaystyle X^{2}\to 2,\,{}} {\displaystyle X^{3}\to 3,\,{}} {\displaystyle e^{X}\to \omega ,\,{}} {\displaystyle X\cdot e^{X}\to \omega +1,\,{}} {\displaystyle e^{X}/X\to \omega -1,\,{}}
{\displaystyle e^{2X}\to 2\omega ,\,{}} {\displaystyle e^{X/2}\to \omega /2,\,{}} {\displaystyle e^{\sqrt {X}}\to {\sqrt {\omega }},\,{}} {\displaystyle e^{X^{2}}\to \omega ^{2},\,{}} {\displaystyle \ln X\to 1/\omega .}